# Sugathadasa-Stadion
Das Sugathadasa Stadium ist ein multifunktionelles Stadion in Colombo, Sri Lanka. Es wird hauptsächlich für Fußballspiele verwendet, aber auch für Rugby Union und auch für Leichtathletik. Das Stadion bietet 25.000 Menschen Platz und hat ein Ein-Sterne-Hotel.

## Verwendung
Die Südasienspiele wurden hier 1991 und 2006 ausgetragen. Es beheimatete auch einige Spiele des AFC Challenge Cup 2010. 2010 wurden im Stadion außerdem die IIFA Awards abgehalten. 2012 war es Heimstätte der Elite Football League of India. Im Mai und September 2014 fanden 13 Spiele des AFC President’s Cups 2014 im Stadion statt, darunter auch das Finale zwischen dem turkmenischen FK HTTU und der Rimyongsu SG aus Nordkorea (2:1).